# Corythornis
Corythornis és un gènere d'ocells de la família dels alcedínids (Alcedinidae).

## Taxonomia
Segons la Classificació del Congrés Ornitològic Internacional (versió 14.2, 2024) aquest gènere està format per 4 espècies:
- blauet malaquita (Corythornis cristatus).
- blauet ventreblanc (Corythornis leucogaster).
- blauet nan de Madagascar (Corythornis madagascariensis).
- blauet de Madagascar (Corythornis vintsioides).